# Britt-Louise Sundell
Britt-Louise Märta Sundell Nemes-Nagel, född 25 augusti 1928 i Västerås, död 2 augusti 2011 i Oscars församling i Stockholm, var en svensk keramiker och formgivare.
Hon var dotter till gjuteriingenjören Erik Torsten Sundell och Märtha född Pettersson och hon växte från 1937 upp i Ludvika. Från 1963 var hon gift med konstnären Endre Nemes. Efter studier vid Konstfackskolans dagskola och för Edgar Böckman vid Högre konstindustriella skolan i Stockholm 1950–1954 anställdes Sundell som formgivare vid AB Gustavsbergs fabriker där hon arbetade fram till 1984. Förutom hushållsporslin formgav hon pjäser i chamotterat stengods med en vegetativ dekor ofta i form av ristningar. Hon arbetade även med plast och glas. Bland hennes verk märks serierna Berit, Champinjon, Ingarö, Kadrilj, Nät, Pastill och Rustik. Hon framställde även keramiska plattor för väggdekorationer. För Kooperativa förbundets provkök utförde hon 1960 ett antal väggutsmyckningar. Hon tilldelades 1961 ett diplom från Svensk form för ett set med glasvaser ritat för Målerås glasbruk där hon arbetade  och samma år prisbelönades hon för ett järnsmidesgaller i en tävling om konstnärlig utsmyckning av Stockholms tunnelbana. Gallret monterades senare vid Mariatorgets tunnelbanestation och formmässigt är det närbesläktat med hennes ristade dekor i keramikföremålen samt en dopfunt i keramik för Markaryd församling 1970. På T-centralen fanns fram till 1997 en grind i konstsmide i gången mot Klara kyrka av Sundell. Grinden flyttades senare till Hammarbydepån. Separat debuterade hon med en utställning på Gustavsbergs i Stockholm 1962 och den följdes upp med en separatutställning på Forum i Uppsala 1964. Hon medverkade i Bing & Gröndahls konsthantverksutställning i Köpenhamn 1960, Ungt skandinaviskt konsthantverk på Museum of Contemporary Crafts i New York, där hon tilldelades andra pris för sina arbeten, samt internationella konsthantverksutställningar på ett flertal andra platser i Europa. Sundell är representerad vid Nationalmuseum, Kalmar konstmuseum, Trondheims museum och Museum für Angewandte Kunst i Wien.
Hon slutade sin anställning och fortsatte som fri konstnär från 1979. Hon arbetade då främst med teckningar, collage och grafik.
Hon hade efter 1979 ett 20-tal separatutställningar inom landet samt i Bochum och Inzligen i Tyskland.
Hon deltog även i en mängd samlingsutställningar, däribland ett tio-tal utställningar i Stockholm, Linköping 1982, Göteborg 1989, Hallstahammar och Sala 1991, Olofström 1991, -93, Norrköping 2000, -05, Uttersberg 2000, -02, Ystad 2002. Internationellt deltog hon i utställningen Life on Earth 1986–1987, utställningen Mini Print International i Spanien under ett flertal år mellan 1988 och 2004 samt utställningar i Japan, England, Frankrike och Tjeckien.
Hon är representerad med teckningar, collage och grafik i Kalmar konstmuseum, Laholms Teckningsmuseum, Moderna Museet, Statens konstråd, Saltsjöbaden, Västerås konstmuseum och i Brno i Tjeckien samt samt Museum of Modern Art i USA.